# ۲۵ شعبان
۲۵ شعبان، بیست و پنجمین روز از ماه شعبان در تقویم هجری قمری است.
در تقویم هجری قمری قراردادی این روز دویست و سی و دومین روز سال است.

## وقایع
قیام سیاه جامگان به رهبری ابومسلم خراسانی (137ه . ق)